# Андрија Полгар
Андраш Андрија Полгар (Нови Сад, 18. октобар 1891 — Београд, 17. јул 1941) био је столарски радник и комунистички револуционар.

## Биографија
Рођен је 1891. године у Новом Саду. Завршио је грађанску школу и једно време радио као чиновник, а потом је изучио столарски занат.
Године 1910. је постао члан Социјалдемократске партије Мађарске. Током Првог светског рата је био мобилисан у Аустроугарску војску. После завршетка рата вратио се у Нови Сад.
Комунистичкој партији Југославије (КПЈ), приступио је 1919. године. Био је учесник и један од организатора априлског железничког штрајка, априла 1920. године. Као члан Месног комитета КПЈ за Нови Сад био је ухапшен августа исте године.
После доношења „Обзнане“ и забране рада КПЈ, приступио је револуционарној групи Пелагићевци, заједно са Спасојем Стејићем, Лајошем Чакијем и др. Био је ухапшен 8. јула 1921. године и затворен у београдској „Главњачи“, под сумњом да је учествовао у Видовданском атентату на регента Александра. Фебруара 1922. године је био суђен на „Видовданском процесу“, а из затвора је пуштен 23. марта 1923. године.
Током 1924. године био је активан у раду Независне радничке партије Југославије (НРПЈ) на подручију Новог Сада и Бачке, а био је и члан руководства Покрајинског одбора НРПЈ за Војводину. На парламентарним изборима фебруара 1925. године био је кандидат за посланика у новосадском изборном округу на листи Републиканског савеза радника и сељака, али није изабран.
Јула 1927. године је био изабран за првог председника Покрајинског одбора Независних синдиката за Војводину. Дуже време је био члан Покрајинског комитета КПЈ за Војводину, а новембра 1928. године на Четвртом конгресу КПЈ у Дрездену изабран је за члана Централног комитета КПЈ.
Период од 1928. до 1939. године провео је претежно путујући по иностранству и боравећи у Аустрији, Чехословачкој, Совјетском Савезу и др. Године 1939. је био ухапшен у Немачкој и изручен је Краљевини Југославији. Јануара 1940. је поново био ухапшен и унтерниран у концентрациони логор у Билећи, где је остао до средине године.
По повратку у Нови Сад, наставља партијску активност. Иако је био без икакве функције у КПЈ, био је у сталном контакту са члановима Покрајинског комитета КПЈ за Војводину. После окупације Југославије, неколико пут је путовао на релацији Нови Сад-Београд.
У Београду је био ухапшен јуна 1941. године, током масовног хапшења комуниста. Стрељан је 17. јула 1941. године у Београду.